# Saint-Ouen (métro de Paris)
Ne doit pas être confondu avec Porte de Saint-Ouen (métro de Paris) ou Mairie de Saint-Ouen (métro de Paris).
Cet article porte sur la station Saint-Ouen du métro de Paris. Pour la gare adjacente du RER C exploitée par la SNCF, voir gare de Saint-Ouen.
Saint-Ouen est une station de la ligne 14 du métro de Paris, située à la limite des territoires des communes de Saint-Ouen-sur-Seine et de Clichy. Son ouverture est effective le 14 décembre 2020. Elle permet la correspondance avec la ligne C du RER au niveau de la gare de Saint-Ouen. C'est la 304e station du métro de Paris.

## Histoire
La gare de Saint-Ouen sur la ligne C du RER est ouverte le 25 septembre 1988 en même temps que la nouvelle ligne d'Ermont - Eaubonne à Champ-de-Mars. Elle remplace l'ancienne gare de Saint-Ouen-sur-Seine.
Dans le cadre du prolongement de la ligne 14 jusqu'à Mairie de Saint-Ouen à l'horizon 2020, il est prévu l'ouverture d'une station sur cette ligne 14, un temps nommée Saint-Ouen RER puis Clichy - Saint-Ouen, en correspondance avec le RER C à la gare de Saint-Ouen.
Un arrêté interpréfectoral des préfectures de Seine-Saint-Denis, des Hauts-de-Seine et de Paris en date du 4 octobre 2012 déclare d'utilité publique le prolongement de la ligne 14
La station est réalisée en tranchée couverte avec parois moulées. La réalisation du génie civil de la station est attribuée pour 60 millions d'euros à Spie Batignolles TPCI,. Les travaux de gros œuvre commencent en avril 2015  et se prolongent jusqu'au printemps 2017.
Le creusement du tunnel de correspondance entre le métro et le RER, long de 26 m, se révèle délicat car le sol soutenant les voies du RER, du sable de Beauchamp, est si meuble qu'il est nécessaire de le congeler : « Avant de démolir la paroi et de creuser le tunnel, on édifie une enceinte, une coque congelée de 80 cm d’épaisseur, à une température de −10 °C. Quand on creuse dans du sable gorgé d’eau, le sol a tendance à s’effondrer et à être instable. Ici, les ouvriers doivent injecter, derrière la paroi, de l’azote liquide pendant 10 jours, puis de l’eau salée à basse température, de la saumure ».
La station de métro ouvre le 14 décembre 2020.
Le projet initial prévoyait de nommer la station Clichy - Saint-Ouen compte tenu de son implantation à cheval sur les communes de Clichy et de Saint-Ouen-sur-Seine. Elle porte finalement seulement le nom de Saint-Ouen, reprenant le nom de la gare du RER C, déjà existante, ce qui a suscité des critiques de la part de la municipalité de Clichy. Ce choix s'explique par une règle de dénomination d'Île-de-France Mobilités imposant que deux gares ou stations en correspondance portent le même nom, ce nom étant imposé par le mode le plus structurant (train, métro, tramway).

### Fréquentation
Nombre de voyageurs entrés à cette station :
| Année                      | 2020   | 2021      |
| -------------------------- | ------ | --------- |
| Nombre de voyageurs par an | 75 809 | 3 420 852 |
| Rang                       | 304e   | 84e       |
| Nombre de stations         | 304    | 304       |

## Services aux voyageurs

### Accès
La station dispose de sept accès. Les accès 6 et 7 débouchent des quais du RER C.
- l'accès no 1 « Rue Dora Maar » ;
- l'accès no 2 « Boulevard Victor Hugo » ;
- l'accès no 3 « Rue Pierre Dreyfus » ;
- l'accès no 4 « Rue Madame de Sanzillon » situé à Clichy ;
- l'accès no 5 « Rue Touzet » situé à Clichy ;
- l'accès no 6 « Rue Emmy Noether » ;
- l'accès no 7 « Rue Arago ».

Accès à la station
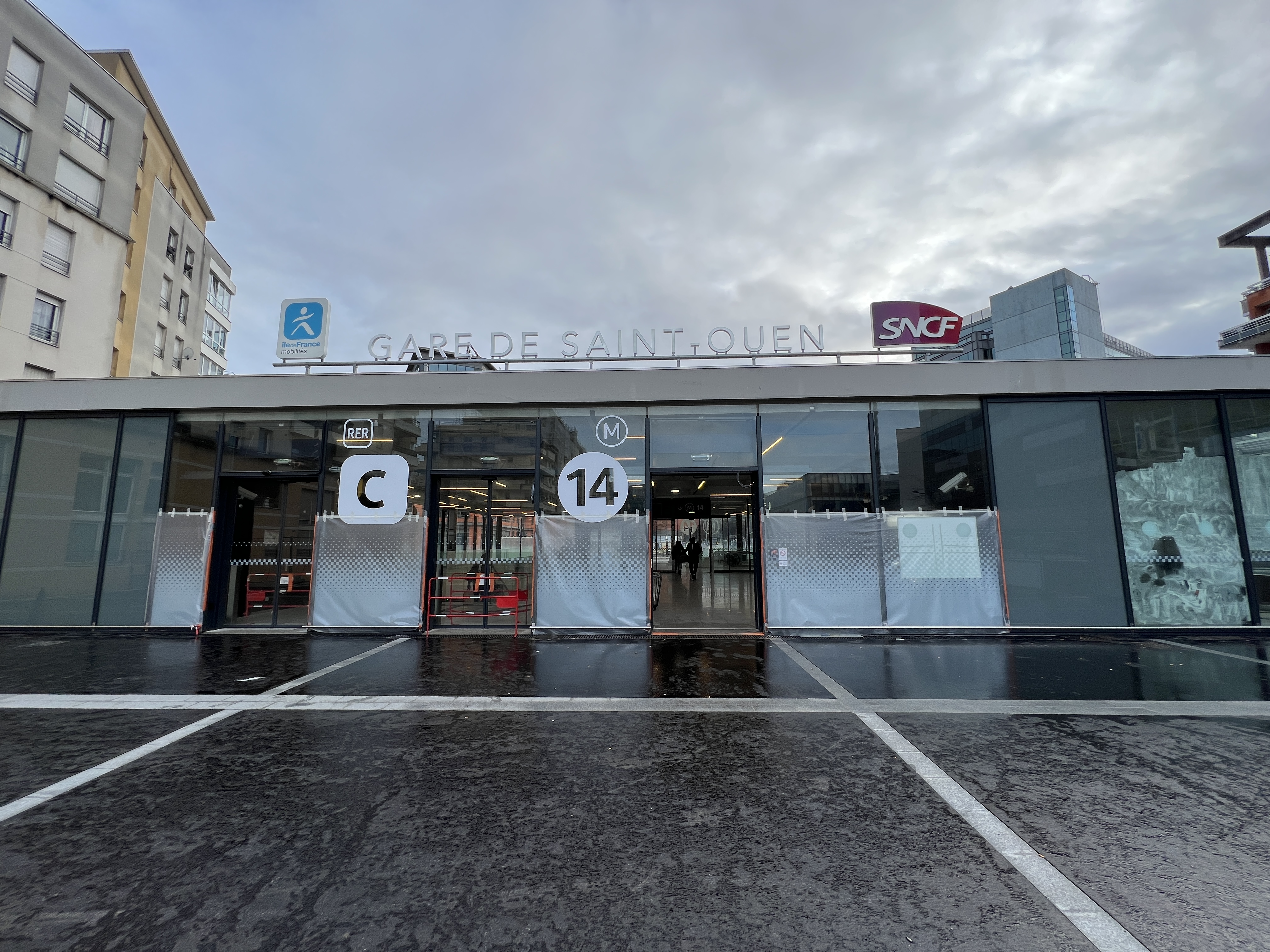
L'accès no 1 « Rue Dora Maar ».
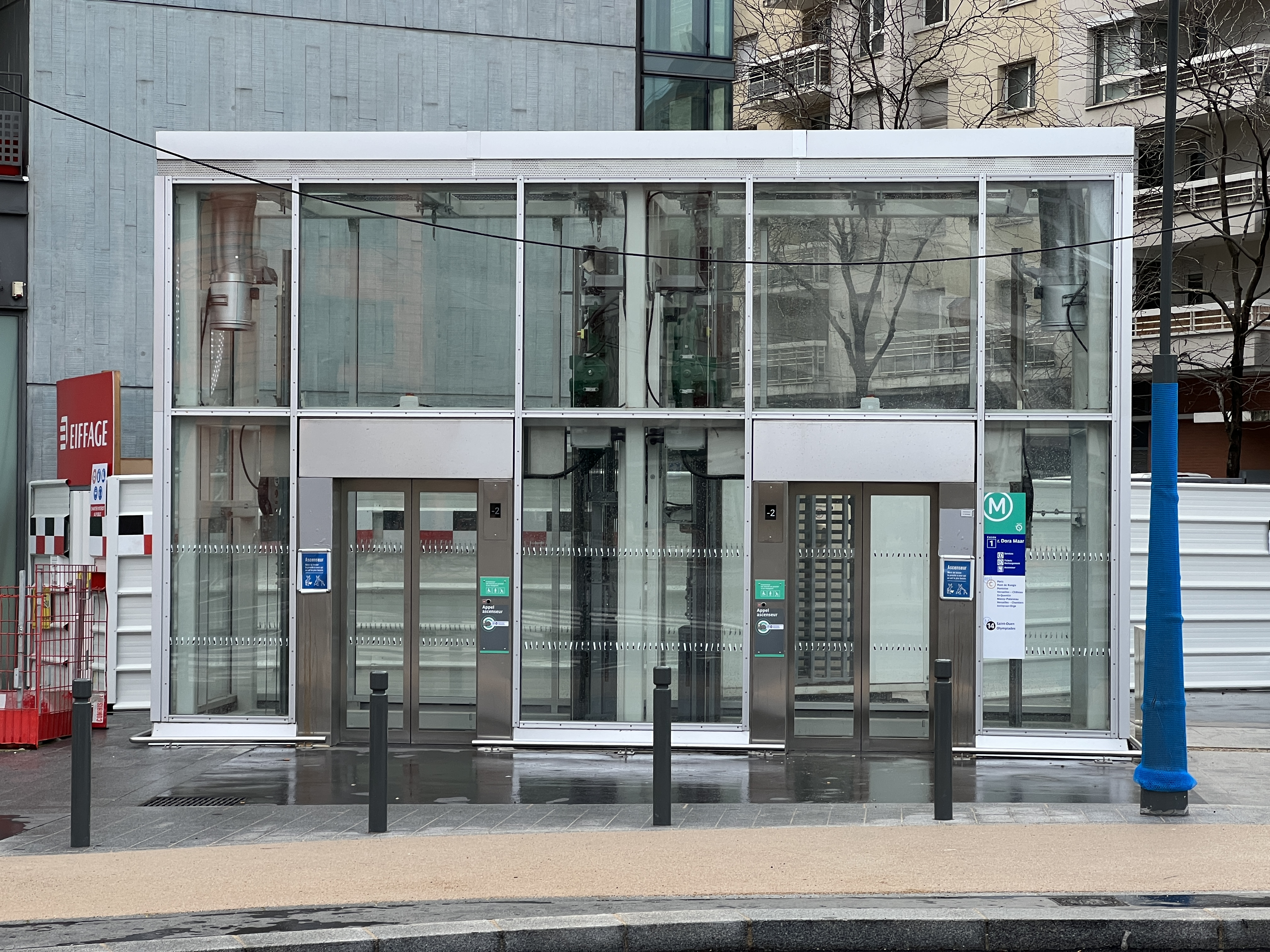
L'accès no 2 « Boulevard Victor Hugo ».
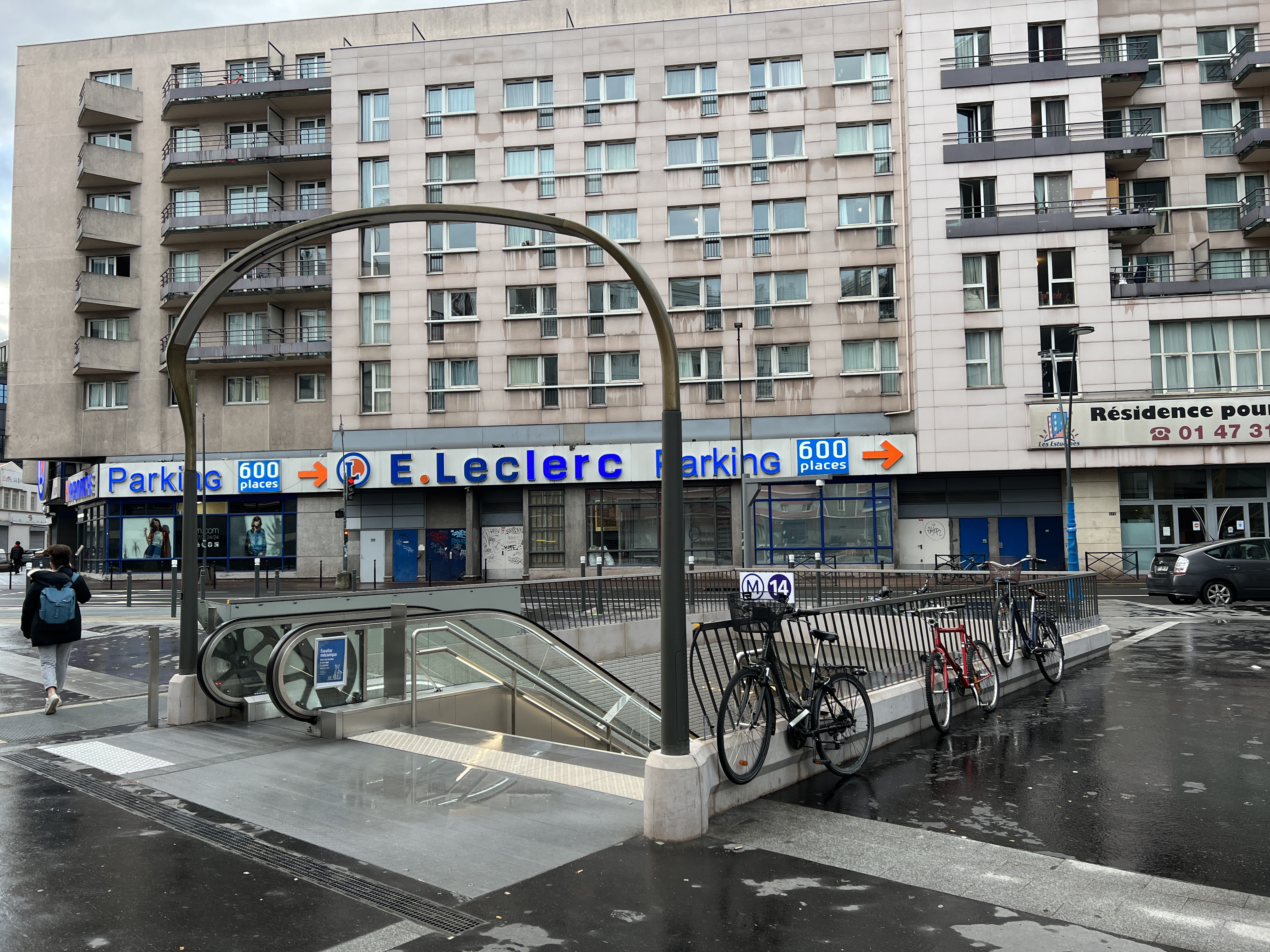
L'accès no 3 « Rue Pierre Dreyfus ».
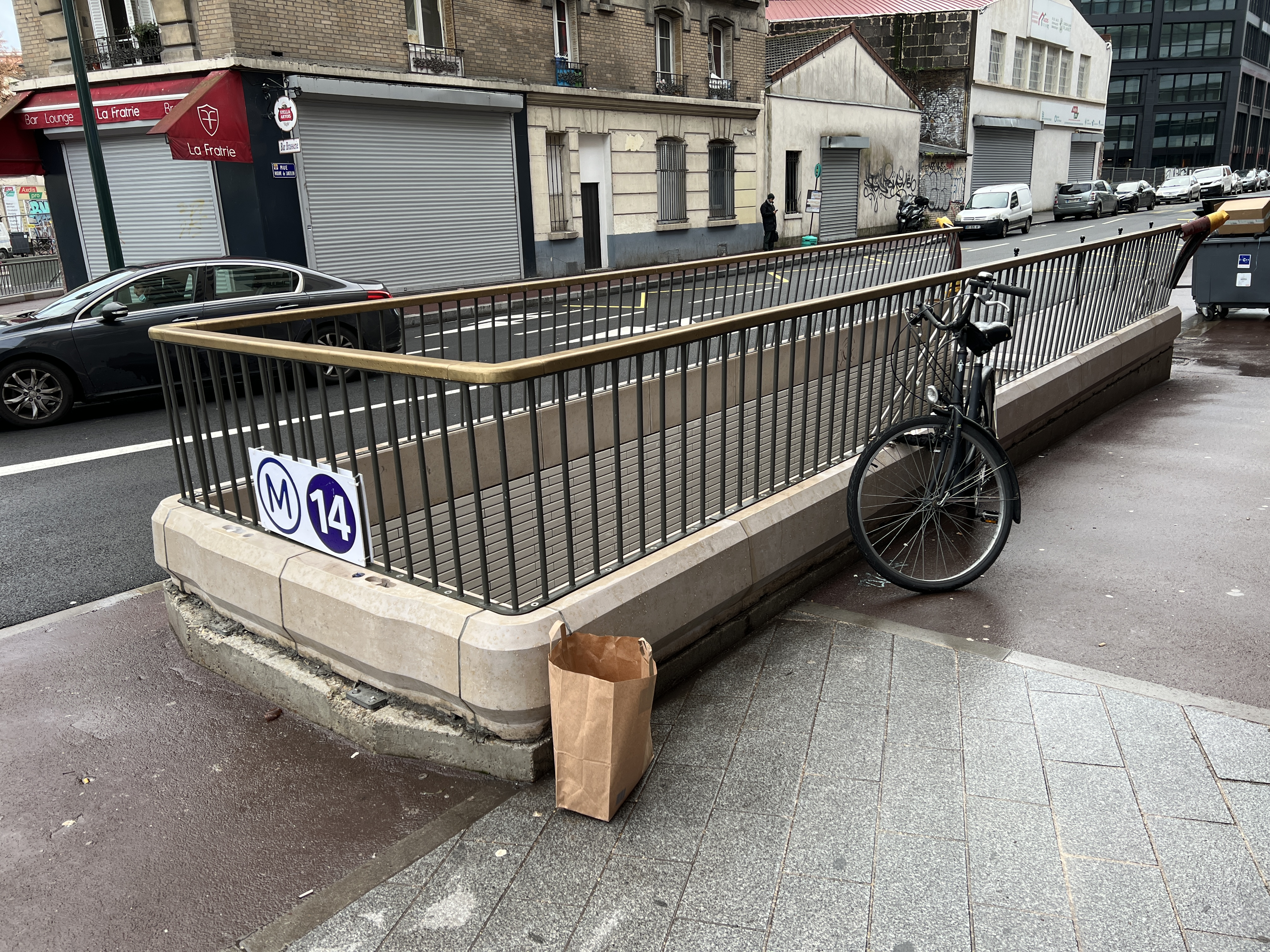
L'accès no 4 « Rue Madame de Sanzillon ».
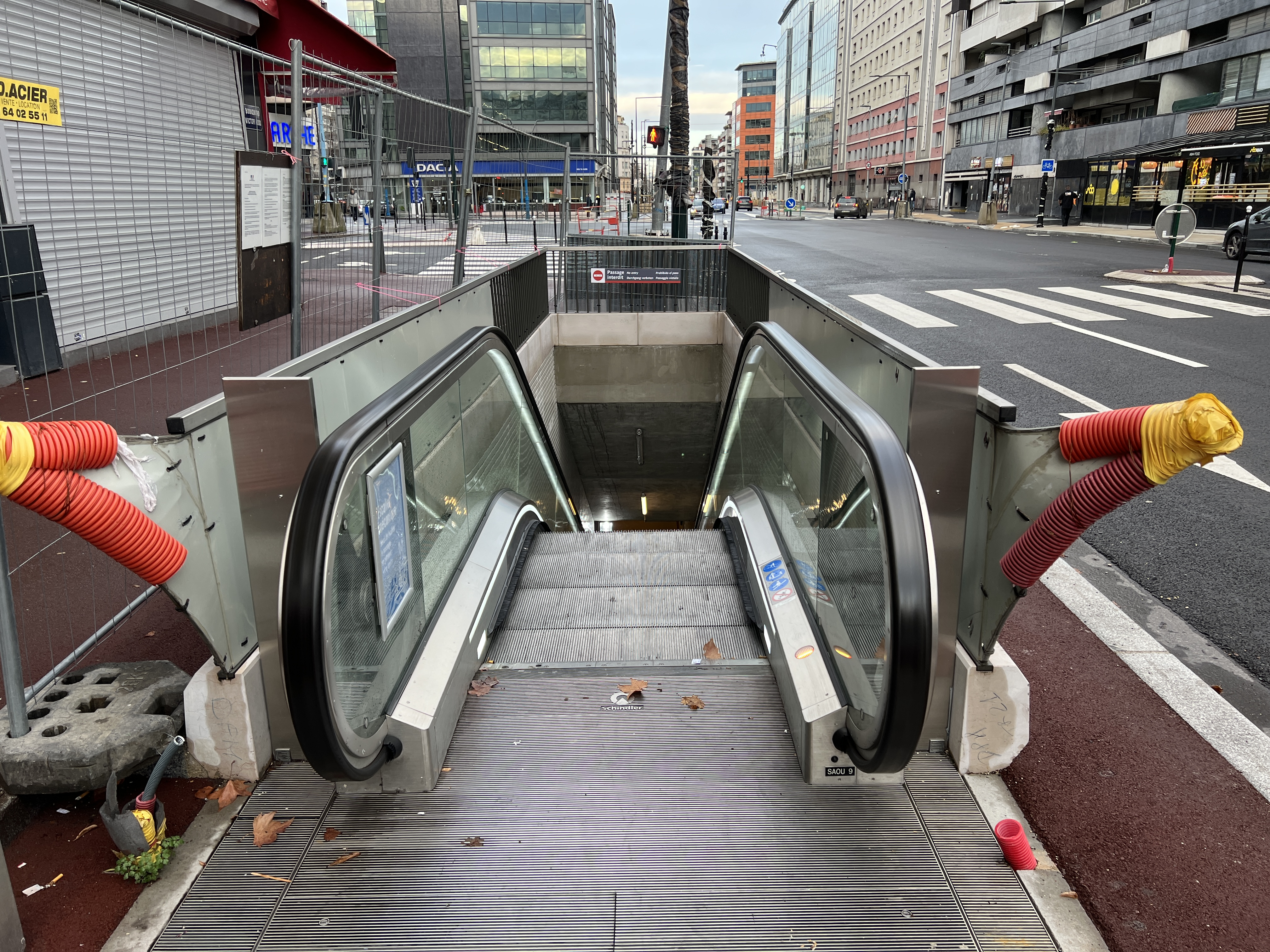
L'accès no 5 « Rue Touzet ».
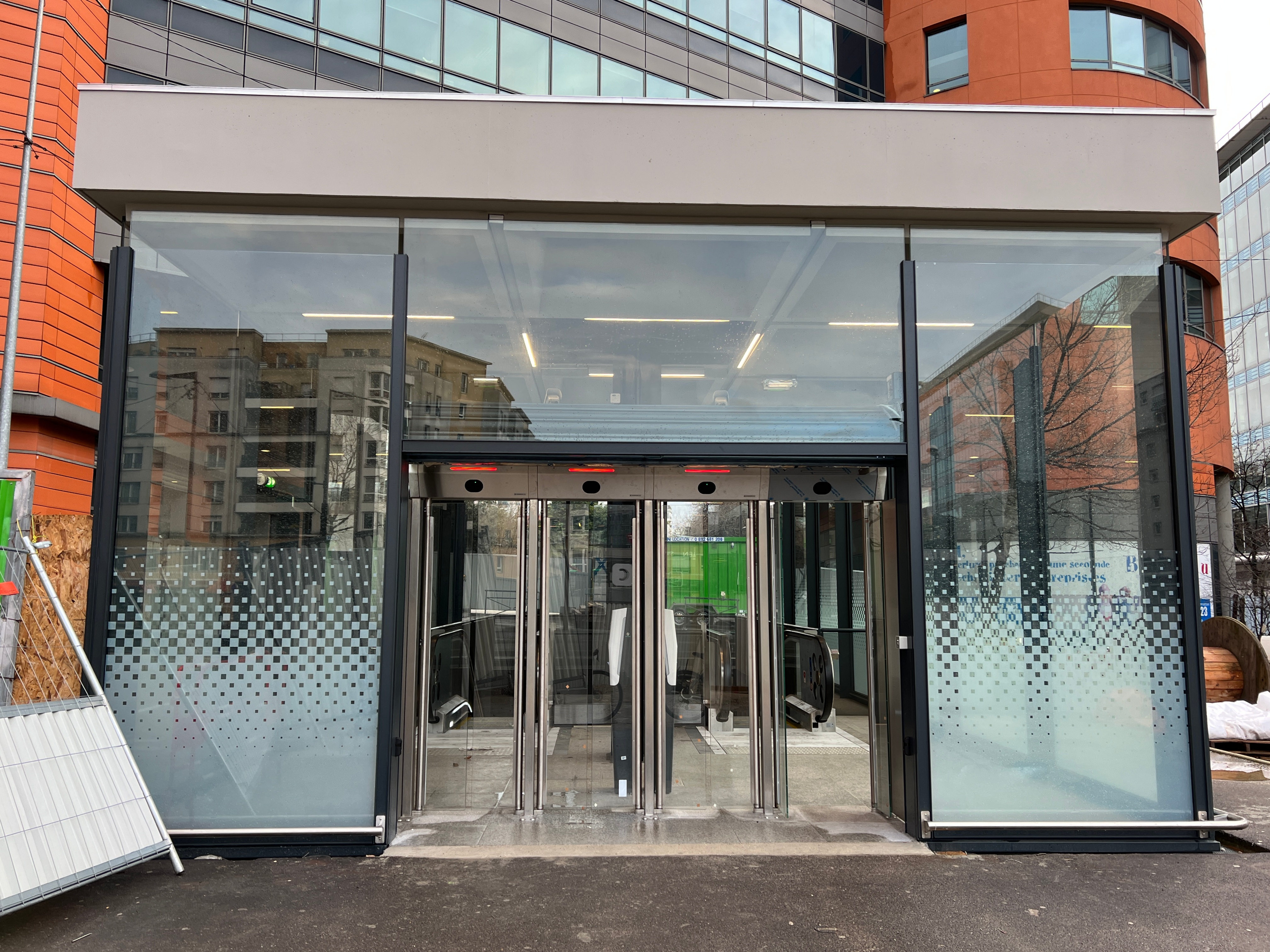
L'accès no 6 « Rue Emmy Noether ».
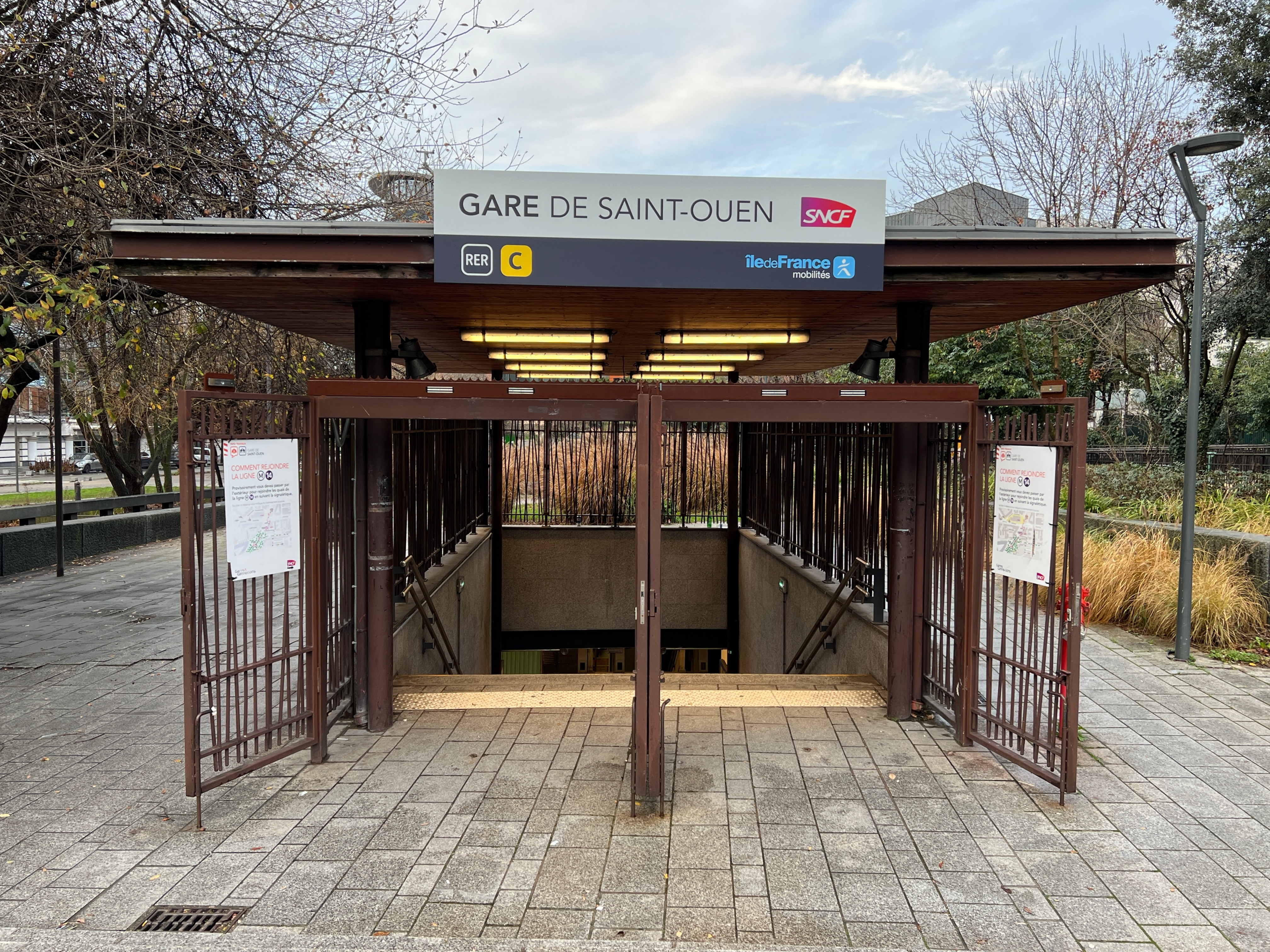
L'accès no 7 « Rue Arago ».

La station de métro est située sous le boulevard Victor-Hugo, à la limite des communes de Saint-Ouen-sur-Seine et de Clichy. La station a une surface au plancher de 4 852 m2, une longueur de 160 m et une largeur de 15,7 m. Ses quais sont situés à une profondeur de 18,3 mètres.

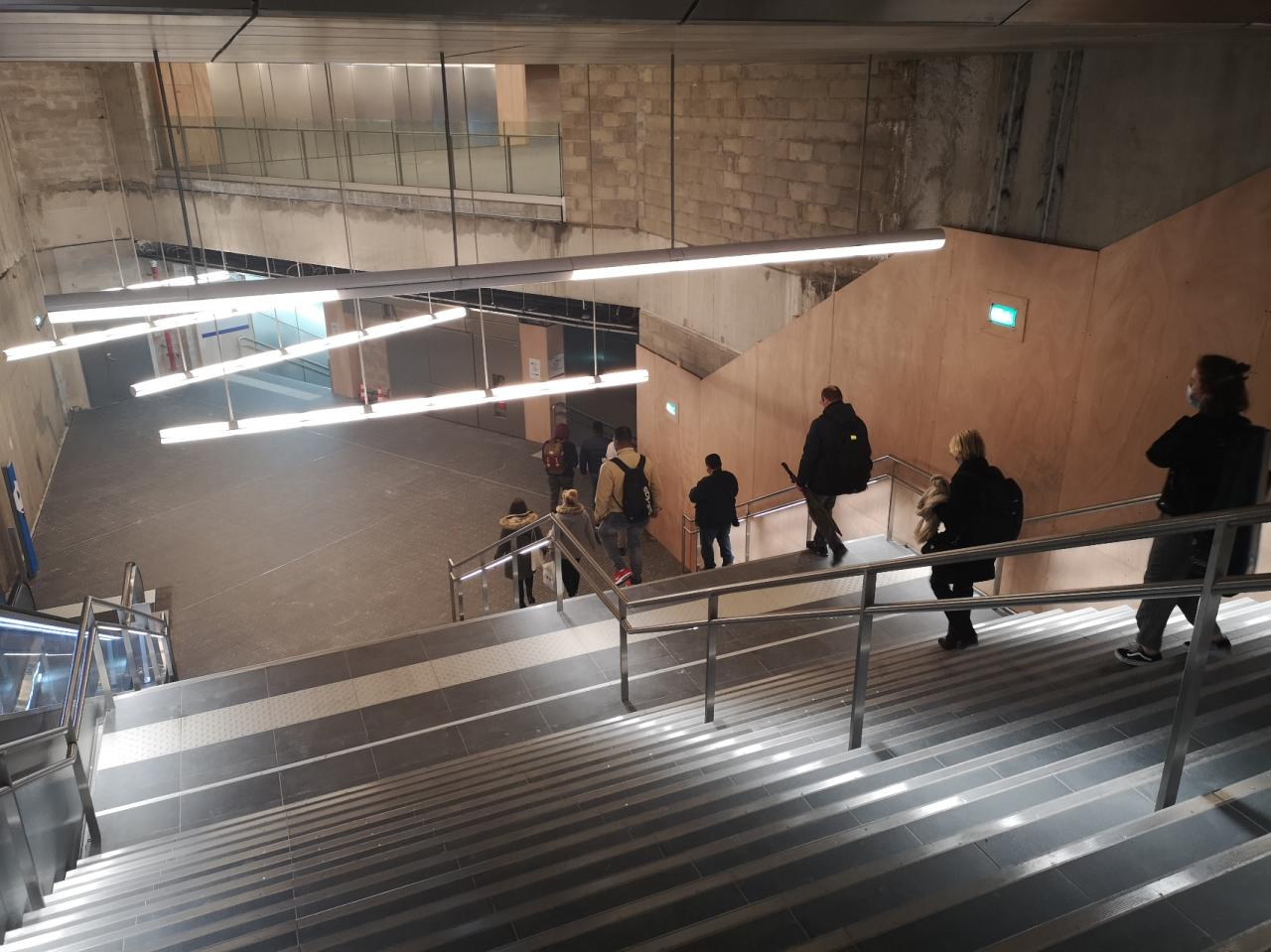
Escalier d'accès aux quais de la station.

L'accès principal à la station se fait rue Dora-Maar à Saint-Ouen, la station partageant un bâtiment voyageurs avec la gare de Saint-Ouen, et de la future avenue de la Liberté (ex-BUCSO). Un second accès débouche à l'angle de la rue Pierre-Dreyfus. Un tunnel permet de déboucher sur deux accès supplémentaire, côté Clichy : un escalier à l'extrémité de la rue Madame-de-Sanzillon et un escalier mécanique sur le boulevard Victor-Hugo. Tous les accès seront situés sur la voirie. Le sous-sol de la station est équipé d'un espace de connexion avec la gare RER, d'une salle d'accueil et de services. Elle est alors la deuxième station en correspondance avec une gare, en dehors de Paris, après celle de La Défense.

### Quais

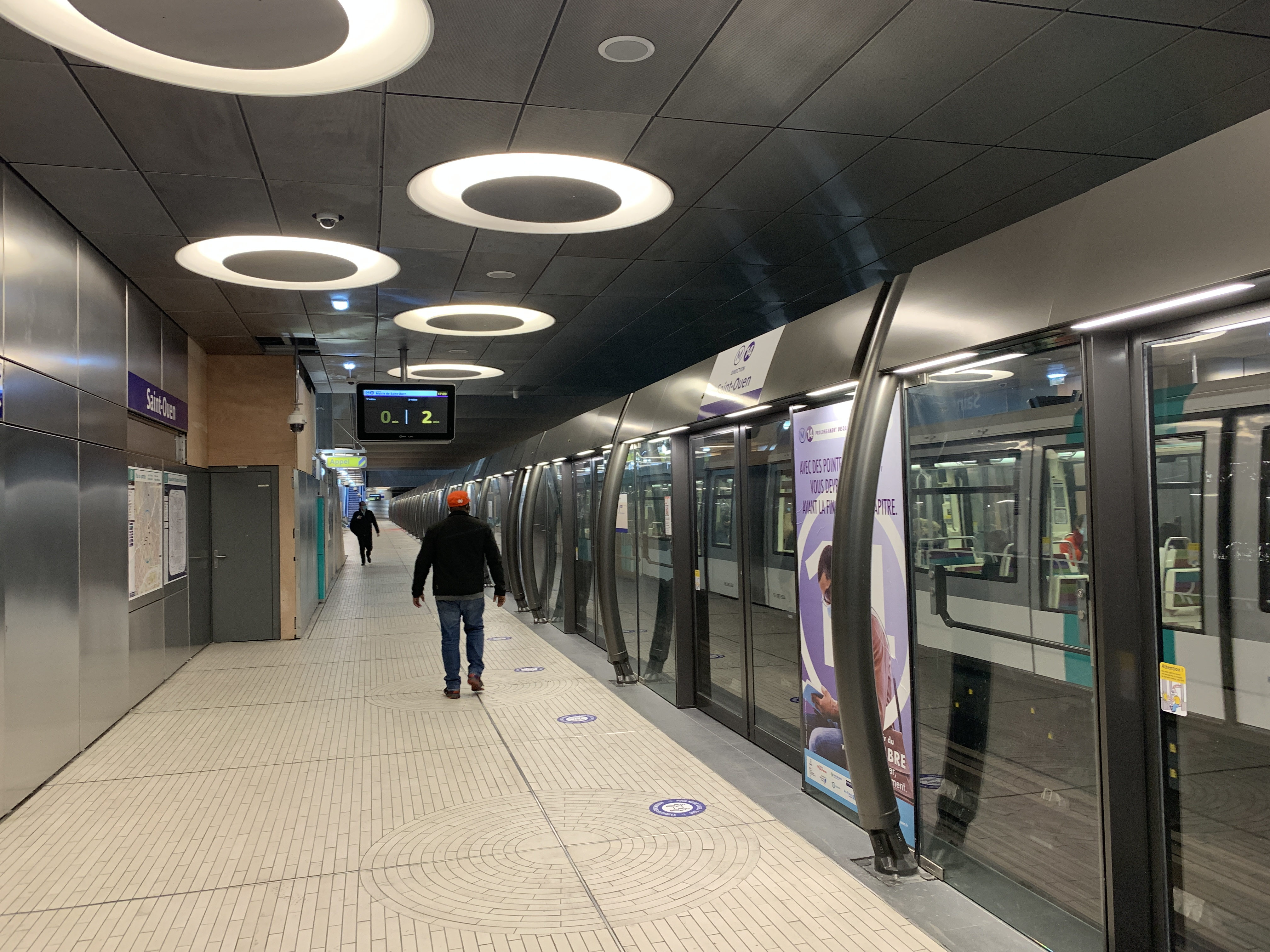
Quai en direction de Saint-Denis - Pleyel.

Comme toutes les autres stations de la ligne 14, Saint-Ouen dispose de deux quais latéraux en alignement droit, longs de 120 m et équipés de façades de quai. La station présente une forme rectangulaire du fait de sa construction selon la méthode de la tranchée couverte. Les parois sont soutenues à mi-hauteur par d'imposantes poutres transversales de forme cylindrique. Les quais et les murs sont décorés selon la charte du prolongement de la ligne 14 ouvert en 2020, avec des carreaux blancs plats, ornés de cercles concentriques, et un carrossage métallique chromé. Le plafond, qui laisse apparaître le béton brut, est éclairé par des projecteurs de couleur bleue.

### Intermodalité
Outre la gare du RER C, la station est également en correspondance avec les lignes de bus 66, 138, 173, 174, 274 et 341.

## À proximité
La station dessert un quartier composés d'immeubles de bureaux (Inetum, Danone, Samsung, EDF etc.), le centre commercial Espace Clichy ainsi que le parc François-Mitterrand.